# Hanuš Zápal
Hanuš Zápal (7. února 1885, Krašovice – 28. listopadu 1964, Lednice u Kozojed) byl český architekt, který je považován[zdroj?] za nejvýznamnější osobnost západočeské architektury 20. století.

## Život
Narodil se jako Jan Zápal v Krašovicích na severním Plzeňsku v rodině učitele v Krašovicích Antonína Zápala a jeho manželky Barbary, rozené Königové. Rodina přesídlila do Kralovic poté, co byl otec Antonín jmenován na zdejší měšťanské škole učitelem. Po absolvování měšťanské školy navštěvoval Jan v letech 1899 až 1903 nejstarší českou reálku v Rakovníku. Následně odešel do Prahy, kde v letech 1904 až 1909 studoval architekturu na C. k. české vysoké škole technické u Josefa Schulze a Rudolfa Kříženeckého. Tehdy začal používat křestní jméno Hanuš. V letech 1908 až 1909 pracoval v kanceláři profesora Jana Kouly a poté působil u architektů Antonína Balšánka a Bedřicha Bendelmayera. Již za studií se projevil jeho zájem o památky, stal se členem Klubu Za starou Prahu, jenž se snažil zamezit nevhodným zásahům do historické zástavby města.
První významnou stavbou, na které se podílel ještě jako student architektury, byla rekonstrukce renesanční radnice v Plzni. Na tamější městský stavební úřad nastoupil v roce 1910 a zůstal zde do roku 1931, kdy byl na vlastní žádost ze zdravotních důvodů penzionován. Za dobu svého zdejšího působení vytvořil řadu významných staveb. První samostatnou prací menšího charakteru byl návrh přečerpávací stanice na Lochotíně a první velkou zakázkou projekt komplexu školních budov na Radeckého náměstí (dnes T. G Masaryka), který dodnes patří k jeho nejvýznamnějším plzeňským stavbám. Spektrum jeho činností bylo široké: navrhoval školní budovy, ale i obytné domy, domy sociální péče, stavby technického charakteru, pomníky a pamětní desky. K nejlepším plzeňským dílům patří Vyšší hospodářská škola na Lochotíně, Pikova měšťanská škola, budova krematoria s kolumbáriem, soubor tří činžovních domů zvaný Mrakodrap, reprezentační budova Měšťanského pivovaru (dnes Plzeňský Prazdroj) či budova divadelních dílen a skladů. Řadu nejrůznějších staveb navrhl i v okolí Plzně, především na severním Plzeňsku, ale i v Domažlicích a v Opavě.
Od roku 1919 se kromě tvůrčí architektonické práce zaměřil na záchranu památek v okolí Plzně, stal se členem Společnosti pro národopis a ochranu památek v Plzni a okolí. Dozoroval opravy kostelů (např. kostelík U Ježíška, chrám sv. Bartoloměje v Plzni, rotunda sv. Petra a Pavla ve Starém Plzenci). Středem jeho zájmu se avšak stala záchrana barokního areálu poutního místa v Mariánské Týnici, stál v čele dobrovolnického Spolku na záchranu Mariánské Týnice, díky kterému se podařilo zastavit jeho devastaci. Vyvíjel též osvětovou a vzdělávací činnost – pořádal přednášky a podílel se na výrobě prvního (pětidílného) filmu o Plzni.
Po odchodu do důchodu pokračoval v ochraně památek, ale i ve vlastní architektonické tvorbě, navrhl několik školních budov v okolí Plzně (např. v Plasích, Blovicích, Černicích) a rodinných domů; významnou stavbou z tohoto období je českobratrský kostel v Kralovicích.
V závěru života se musel odstěhovat z Plzně, byl odstaven od záchranných prací v Mariánské Týnici. Dožil v Lednici na severním Plzeňsku. Pochován je v Rakovníku na městském hřbitově, v rodinné hrobce podle vlastního návrhu.

## Posmrtné připomínky
- Dne 7. září 1996 byla Hanuši Zápalovi v kostele Panny Marie v Mariánské Týnici u Kralovic slavnostně odhalena pamětní busta.
- V roce 2002 založila skupina plzeňských architektů a přátel architektury neformální skupinu Zapálení 02 s cílem propagovat Zápalovu činnost.
- Primátor města Plzně vyhlašuje od roku 2006 pravidelně každé čtyři roky Cenu Hanuše Zápala – veřejnou architektonickou soutěž, jejímž cílem je nalézt a ohodnotit nejkvalitnější stavby reprezentující architektonickou kulturu v Plzni za období posledních čtyř let.
- Západočeská galerie v Plzni uspořádala na přelomu let 2015 a 2016 monografickou výstavu Hanuš Zápal (1884–1964): architekt Plzeňska, která podala první ucelený pohled na jeho dílo. K výstavě byla vydána i publikace.

## Stavby

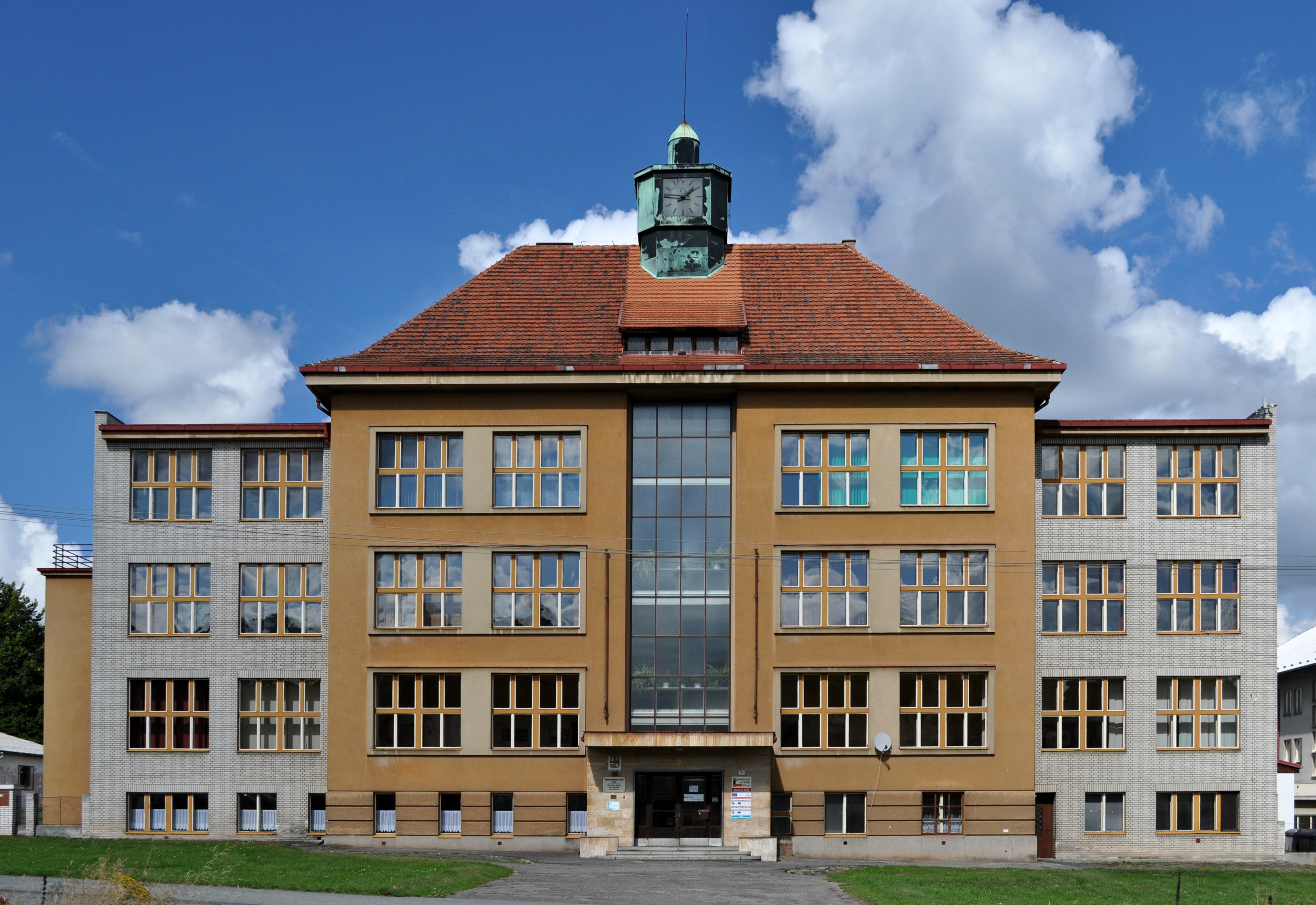
Školní budova v Plasích dle návrhu H. Zápala

- projekt souboru školních budov na dnešním Masarykově náměstí v Plzni (1910–11), později realizována Obchodní akademie (1913)
- reprezentační budova Měšťanského pivovaru (1917)
- rodinný dům Ladislava Lábka v Mánesově ulici, Plzeň (1922)
- Husův dům, Čistá na Rakovnicku (1922)
- Masarykova škola na Jiráskově náměstí, Plzeň (1923)
- divadelní skladiště v Kovářské ulici, Plzeň (1923)
- pomník šesti dětí zastřelených maďarskými vojáky 1918 na ústředním hřbitově, Plzeň (1923)
- dřevěná ozdravovna pro děti na břehu Šídlovského rybníka (1923)
- tzv. Kostincova turistická chata na Krkavci, Plzeň (1924)
- návrh adaptace budovy bývalého Panského mlýna v sadech 5. května, Plzeň (1921–25)
- soubor tří činžovních domů na Americké třídě, včetně tzv. Mrakodrapu, Plzeň (1924)
- Vyšší hospodářská škola na Karlovarské třídě, Plzeň (1924)
- budova filtrů systému Puech-Chabal v areálu plzeňské vodárny v Doudlevcích, Plzeň (1922–25)
- areál Benešovy školy na Doudlevecké třídě, Plzeň (1923–25)
- plzeňské krematorium (1924–26)
- pomník purkmistra Dr. Václava Petáka na ústředním hřbitově, Plzeň (1927)
- budova Masarykova léčebného a výchovného ústavu pro zmrzačené děti na Klatovské třídě, Plzeň (1925–29)
- sanatorium, Janov u Mirošova (1928–29)
- budova městských technických úřadů ve Škroupově ulici, ve spolupráci s F. Benešem, Plzeň (1929–30)
- budova Ústavu pro hluchoněmé děti na nároží náměstí Míru a ulice 17. listopadu, Plzeň (1931)
- areál Vzorného statku Vyšší hospodářské školy v Plzni nad Lochotínem (1932)
- budova Gymnázia Luďka Pika na Masarykově třídě, Plzeň (1930–32)
- budova Masarykovy obecné a měšťanské školy, Plasy (1933–34)
- budova Pedagogické fakulty na Chodském náměstí 1[2]
- českobratrský kostel, Kralovice (1934)
- školy v Bolevci, Kaznějově, Horní Bříze, Plané nade Mží, Železné Rudě, Domažlicích atd.

## Opravy památek
- Rotunda svatého Petra a Pavla ve Starém Plzenci (1922)
- kostelík U Ježíška v Plzni (1934)
- Mariánská Týnice v Mariánském Týnci u Kralovic (1937–1952)